# Studentkåren vid JMK
Studentkåren vid JMK var en studentkår vid dåvarande Institutionen för journalistik, medier och kommunikationsvetenskap (JMK) vid Stockholms universitet. Efter institutionssammanslagningar vid universitetet förlorade Studentkåren vid JMK sin kårstatus. Detta blev definitivt den 14 juni 2013 då Överklagandenämnden för högskolan avslog Studentkåren vid JMK:s överklagan av Stockholms universitets beslut.
Studenterna vid Enheten för journalistik, medier och kommunikation, som blev en del av Institutionen för mediestudier vid Stockholms Universitet, representerades därefter av Stockholms universitets studentkår. 